# Liste der Kulturgüter in Oberlangenegg
Die Liste der Kulturgüter in Oberlangenegg enthält alle Objekte in der Gemeinde Oberlangenegg im Kanton Bern, die gemäss der Haager Konvention zum Schutz von Kulturgut bei bewaffneten Konflikten, dem Bundesgesetz vom 20. Juni 2014 über den Schutz der Kulturgüter bei bewaffneten Konflikten sowie der Verordnung vom 29. Oktober 2014 über den Schutz der Kulturgüter bei bewaffneten Konflikten unter Schutz stehen.
Es sind weder A-Objekte noch B-Objekte auf dem Gemeindegebiet ausgewiesen, Objekte der Kategorie C fehlen zurzeit (Stand: 29. März 2024). Unter übrige Baudenkmäler sind Objekte zu finden, die im Bauinventar des Kantons Bern als «schützenswert» verzeichnet sind.

## Übrige Baudenkmäler
Hinweis: Als Objekt-Identifikator (ID) wird die Grundstücksnummer verwendet.
| ID  | Foto |                 | Objekt                         | Typ | Standort                          | Beschreibung |
| --- | ---- | --------------- | ------------------------------ | --- | --------------------------------- | ------------ |
| 10  | BW   | Datei hochladen | Bauernhaus (1797)              | G   | Weier 5 621462 / 182629           |              |
| 11  | BW   | Datei hochladen | Bauernhaus (1708)              | G   | Süderenlinden 119 624076 / 184222 |              |
| 55  | BW   | Datei hochladen | Speicher (1715)                | G   | Stalden 17a 622308 / 182456       |              |
| 56  | BW   | Datei hochladen | Torfhütte (frühes 19. Jh.)     | G   | Fischbach 20e 622677 / 182856     |              |
| 112 | BW   | Datei hochladen | Bauernhaus (spätes 18. Jh.)    | G   | Unterholz 35 621890 / 182335      |              |
| 121 | BW   | Datei hochladen | Bauernhaus (spätes 18. Jh.)    | G   | Weier 4 621444 / 182635           |              |
| 156 | BW   | Datei hochladen | Bauernhaus (2. Hälfte 18. Jh.) | G   | Süderenlinden 125 624625 / 184168 |              |
| 207 | BW   | Datei hochladen | Speicher (frühes 19. Jh.)      | G   | Dürren 40c 621972 / 181997        |              |
| 209 | BW   | Datei hochladen | Bauernhaus (1804)              | G   | Stalden 12 621944 / 182563        |              |
| 241 | BW   | Datei hochladen | Speicher (1731)                | G   | Unterholz 36a 621840 / 182208     |              |
| 251 | BW   | Datei hochladen | Bauernhaus (1674)              | G   | Stalden 14, 14a 622039 / 182507   |              |
| 313 | BW   | Datei hochladen | Bauernhaus (1731)              | G   | Steg 39 621797 / 181923           |              |
| 316 | BW   | Datei hochladen | Speicher (1596)                | G   | Steg 39b 621793 / 181880          |              |

Hinweis zur Legende: Anstelle der KGS-Nummer wird als Objekt-Identifikator (ID) die Grundstücksnummer verwendet.